# Bob Bednarski
Robert Bednarski, detto Bob (Hartford, 5 aprile 1944 – Springfield, 22 febbraio 2004), è stato un sollevatore statunitense campione mondiale che gareggiò nella categoria dei pesi massimi (oltre 90 kg./fino a 110 kg.).

## Biografia
Cominciò a sollevare pesi all'età di 15 anni e nel corso degli anni si rivelò come uno dei maggiori talenti del sollevamento pesi statunitense.
Nel 1966 Bednarski vinse la medaglia d'argento nella categoria oltre 90 kg. ai Campionati mondiali di Berlino Est con 537,5 kg. nel totale di tre prove, battuto dal sovietico Leonid Žabotyns'kyj (567,5 kg.), campione olimpico e mondiale in carica.
In seguito ebbe un serio infortunio ad un gomito che ne limitò l'attività, tornando competitivo nel 1968 ma non riuscendo a centrare la qualificazione alle Olimpiadi di Città del Messico 1968.
Tuttavia, Bednarski nel 1969 conquistò la medaglia d'oro ai Campionati mondiali di Varsavia nella nuova categoria dei pesi massimi (fino a 110 kg.), sollevando 555 kg. nel totale e battendo il sovietico Jaan Talts (547,5 kg.).
L'anno seguente ottenne la medaglia di bronzo ai Campionati mondiali di Columbus con 530 kg. nel totale, battuto da Jaan Talts (565 kg.) e dal bulgaro Aleksandăr Krajčev (535 kg.).
Nel corso della sua carriera Bednarski realizzò 12 record mondiali, di cui 4 nella prova di distensione lenta, 2 nella prova di strappo, 3 nella prova di slancio e 3 nel totale di tre prove.
Morì a Springfield, Stato del Massachusetts, il 22 febbraio 2004.